# Ventrotruncana
Ventrotruncana es un género de foraminífero planctónico de la subfamilia Globotruncaninae, de la familia Globotruncanidae, de la superfamilia Globotruncanoidea, del suborden Globigerinina y del orden Globigerinida. Su especie tipo es Globotruncana (Globotruncana) ventricosa. Su rango cronoestratigráfico abarca desde el Campaniense hasta el Maastrichtiense (Cretácico superior).

## Descripción
Ventrotruncana incluía especies con conchas trocoespiraladas, de forma planoconvexa; sus cámaras eran ángulo-cónicas, seleniformes en el lado espiral, y sigmoidales en lado umbilical; sus suturas intercamerales eran curvadas, elevadas, imbricadas y nodulosas en lado espiral, y sigmoidales y elevadas en el lado umbilical (carenas circumcamerales en ambos lados); su contorno era redondeando y lobulado; su periferia era truncada y bicarenada, con dos carenas nodulosas separadas por una amplia banda imperforada; su ombligo era amplio y abierto, rodeado por una hombrera umbilical; su abertura principal era interiomarginal, umbilical-extraumbilical, protegida por un amplios pórticos o placas unidas entre sí; presentaban pared calcítica hialina, macroperforada, con la superficie punteada.

## Discusión
El género Ventrotruncana no ha tenido mucha difusión entre los especialistas. La mayor parte de sus especies son incluidas en el género Globotruncana, del que se diferencia fundamentalmente por su forma planoconvexa en vez de biconvexa, y banda imperforada entre carenas más ancha. Clasificaciones posteriores incluirían Ventrotruncana en la familia Rugoglobigerinidae y en la superfamilia Globigerinoidea.

## Paleoecología
Ventrotruncana, como Globotruncana, incluía especies con un modo de vida planctónico, de distribución latitudinal cosmopolita, preferentemente tropical-subtropical, y habitantes pelágicos de aguas intermedias a profundas (medio mesopelágico a batipelágico superior).

## Clasificación
Ventrotruncana incluye a las siguientes especies:
- Ventrotruncana limbata †
- Ventrotruncana umbilicocarinata †
- Ventrotruncana ventricosa †